# Улица Шолом-Алейхема (Киев)
Улица Шолом-Алейхема (укр. Вулиця Шолом-Алейхема) — улица в Деснянском районе города Киева. Пролегает от улица Миропольская до улицы Кубанской Украины, исторически сложившаяся местность (район) Лесной жилой массив.
Примыкают улицы Братиславская, Милютенко.
По названию улицы именуются остановки общественного транспорта по улице Кубанской Украины.

## История
Новая улица была проложена в 1960-х годах от Миропольской улицы до конца застройки. Улица застраивалась в период 1960-1970-е годы наряду с другими улицами Лесного массива в Дарницком районе. 
В связи с 50-летием со дня смерти писателя Шолом-Алейхема и учитывая ходатайство Общества писателей УССР, 17 мая 1966 года улица получила современное название — в честь еврейского писателя и драматура Шолом-Алейхема, согласно Решению исполнительного комитета Киевского городского совета депутатов трудящихся № 723 «Про наименование Новой улицы в Дарницком районе именем выдающегося писателя Шолом-Алейхема» («Про найменування Нової вулиці в Дарницькому районі ім'ям видатного письменника Шолом-Алейхема»). 

## Застройка
Улица пролегает в северо-восточном направлении параллельно улицам Академика Курчатова и Николая Матеюка. Улица Шолома-Алейхема с улицей Милютенко образовывает площадь Конотопской битвы (Волгоградскую). Улица представляет из себя две параллельно расположенные дороги, размежёванные клумбой, по три ряда движения в обе стороны. 
Парная и непарная стороны улицы заняты многоэтажной жилой (преимущественно 9-этажные дома, несколько 16-этажных домов) застройкой и учреждениями обслуживания — микрорайоны Лесного жилого массива.
Учреждения:
1. дом № 1А — гимназия «Грейс»
2. дом № 5А — ДЮСШ № 14
3. дом № 15А — центр детского творчества и юношества Деснянского района
4. дом № 16А — школа № 190

Мемориальные доски:
1. дом № 15 — писателю Шолом-Алейхему — аннотация наименования улицы